# BRCA1

Lokalizacja genu BRCA1 zaznaczona na zielono

BRCA1 – ludzki gen supresorowy znajdujący się na długim ramieniu 17 chromosomu w locus 17q21. Jest to bardzo duży gen – obejmuje 80 kpz DNA i zawiera 24 eksony. Jego mRNA ma 7,8 kpz. Białko BRCA1 składa się z 1863 aminokwasów. Białko BRCA1, podobnie jak białko BRCA2, bierze udział w mechanizmie naprawy uszkodzonego DNA.

## Budowa i funkcja białka BRCA1

Schemat budowy polipeptydu białka BRCA1 i miejsc wiązania innych białek. Zaznaczono także reszty aminokwasowe BRCA1 fosforylowane przez kinazy

Białko BRCA1 zawiera dwa godne uwagi typy domen białkowych: palec RING przy N-końcu i dwie domeny BRCT na C-końcu. Palec RING jest domeną zawierającą jon cynku wiążącą białko BARD1 (BRCA1-associated RING domain protein), które to białko, podobnie jak BRCA1, też zawiera N-końcową domenę RING i dwie C-końcowe domeny BRCT. Interakcję BRCA1–BARD1 znoszą mutacje w domenie RING białka BRCA1, predysponujące do nowotworów. Prawdopodobnie supresja nowotworów jest zależna od heteromerycznego kompleksu BRCA1-BARD1. Domena RING białka BRCA1 wchodzi także w interakcję z białkiem BAP1 (BRCA1-associated protein 1), C-końcową hydrolazą ubikwityny. Domeny BRCT białka BRCA1 mogą aktywować transkrypcję i są często spotykane w białkach zaangażowanych w procesy naprawy DNA i regulacji cyklu komórkowego.
Białko BRCA1 jest zlokalizowane w jądrze komórkowym i podlega ekspresji w różnorodnych rodzajach tkanek w rozwijających się mysich zarodkach, szczególnie w proliferujących i różniących się komórkach.
Ekspresja genu BRCA1 zmienia się w zależności od fazy cyklu komórkowego; szczyt przypada na późną fazę G1 i fazę S. Aczkolwiek myszy BRCA1+/− rozwijają się prawidłowo i są płodne, całkowita utrata ekspresji BRCA1 skutkuje śmiercią zarodka przed 7,5 dniem embriogenezy (E7.5). Mysie zarodki BRCA1−/− wykazują również wczesne (około E7.5) zahamowanie proliferacji komórek, któremu towarzyszy ekspresja cyklino-zależnego inhibitora kinaz p21, co sugeruje istotną rolę białka BRCA1 w regulacji proliferacji komórek. Hipotezę tę potwierdzają obserwacje, że mutacje w genie BRCA1 w komórkach nabłonka gruczołów sutkowych prowadzą do zaburzenia morfogenezy przewodów i apoptozy. Apoptoza komórek BRCA1−/− może być wynikiem przerwania punktu kontrolnego cyklu komórkowego, który jest czasowym zatrzymaniem progresji komórek przez fazy G1, S, G2 lub M umożliwiającym naprawę uszkodzonego DNA komórek przed replikacją DNA lub podziałem komórki. Komórki posiadające izoformę genu BRCA1 pozbawioną egzonu 11 są zatrzymywane w punkcie kontrolnym G2. W niektórych spośród tych komórek dochodzi do amplifikacji funkcjonalnych centrosomów (miejsc inicjacji tworzenia wrzeciona podziałowego), przez co dochodzi do aneuploidii, charakterystycznej dla komórek wielu typów nowotworów. Chociaż funkcja BRCA1 w amplifikacji centrosomów nie jest wyjaśniona, stwierdzono, że hiperfosforylowane białko BRCA1 wchodzi podczas mejozy w interakcję z γ-tubuliną, składową centrosomów. Ponadto, nadmierna ekspresja BRCA1 dzikiego typu indukuje in vitro zatrzymanie komórek w fazie G1–S, podczas gdy ekspresja zmutowanego BRCA1 osłabia kontrolę w punkcie kontrolnym fazy G2/M.

## Mutacje w genieBRCA1
Mutacje genu BRCA1 są spotykane często. Przypuszcza się, że jest to związane z efektem założyciela, czego potwierdzeniem jest wysoka częstość mutacji w populacjach jednorodnych etnicznie, a co jest z tym związane, bardziej homogennych genetycznie. Populacją taką jest między innymi populacja polska. Mutacje genu mogą wystąpić w każdym jego miejscu, ale obserwuje się zdecydowanie większą częstość zaledwie kilku mutacji. W Polsce są to mutacje c.5382insC, c.C61G i c.4153delA, stanowiące 91% wszystkich mutacji genu.
Kobiety, które odziedziczyły uszkodzoną kopię tego genu, mają zwiększone prawdopodobieństwo zachorowania na raka sutka oraz raka jajnika. Ponadto zwiększone jest ryzyko wystąpienia raka jajowodu, otrzewnej, okrężnicy i prostaty (w przypadku występowania mutacji BRCA1 u mężczyzn).
U nosicielek mutacji genu BRCA1 obserwuje się 50–80% ryzyko wystąpienia raka piersi i około 40% ryzyko raka jajnika. Średnia zachorowania na raka sutka w przypadku nosicielstwa mutacji BRCA1 to około 40 lat. Prawdopodobnie rodzaj i lokalizacja mutacji wpływa na wielkość ryzyka rozwoju nowotworu.
Mutacje BRCA1 predysponują do raka sutka rdzeniastego, o niskiej ekspresji receptora estrogenowego. W wieloośrodkowym, retrospektywnym badaniu z randomizacją na dużej grupie pacjentek z rakiem sutka wykazano protekcyjny efekt tamoksifenu na wystąpienie raka drugiej piersi. Redukcja zachorowań wynosiła około 50%.
Wykazano również nieskuteczność terapii neoadiuwantowej u pacjentek z rakiem sutka będących nosicielkami mutacji BRCA1 z zastosowaniem taksanów (docetakselu, paklitakselu). Są natomiast doniesienia o skuteczności cisplatyny w przypadku raka sutka z mutacją BRCA1. Prawdopodobnie obydwa allele BRCA1 są potrzebne do klinicznej odpowiedzi na leczenie truciznami wrzeciona podziałowego.